# 郭方预
郭方预，隋末起义军领袖。613年起兵反隋，自称“卢公”，聚众达三万余人，攻陷郡城后，大肆掠夺而去。后被隋将张须陀击败。是隋末农民起义浪潮的一部分。